# ماتی: جهنم برای قهرمانان
ماتی: جهنم برای قهرمانان (انگلیسی: Matti: Hell Is for Heroes) یک فیلم زندگی‌نامه‌ای فنلاندی به کارگردانی آلکسی مکلا است که در سال ۲۰۰۶ منتشر شد. این فیلم دربارهٔ زندگی قهرمان اسکی پرش فنلاندی ماتی نوکانن است و پربیننده‌ترین فیلم کشور فنلاند در سال ۲۰۰۶ بود.

## بازیگران
- یاسپر پکونن در نقش ماتی نوکانن
- الینا کنیشتیلا در نقش مِـروی تاپولا
- پتر فرانتسن
- الینا هِـیتالا
- یوپه رونانسو
- یوها ویونن
- کاری هیه‌تالاهتی
- یوسی لامپی